# Carex eluta
Carex eluta är en halvgräsart som beskrevs av Ernest Nelmes. Carex eluta ingår i släktet starrar, och familjen halvgräs. Inga underarter finns listade i Catalogue of Life.